# Dikoje pole
Dikoje pole (russisk: Дикое поле) er en russisk spillefilm fra 2008 af Mikheil Kalatozishvili.

## Medvirkende
- Oleg Dolin som Mitja
- Roman Madjanov som Rjabov
- Jurij Stepanov som Fjodor Abramovitj
- Aleksandr Adolfovitj Ilin som Aleksandr Ivanovitj
- Aleksandr Ilin, Jr. som Petro